# Tillandsia lotteae
Tillandsia lotteae es una especie de planta epífita dentro del género  Tillandsia, perteneciente a la  familia de las bromeliáceas.  Es originaria de Bolivia.

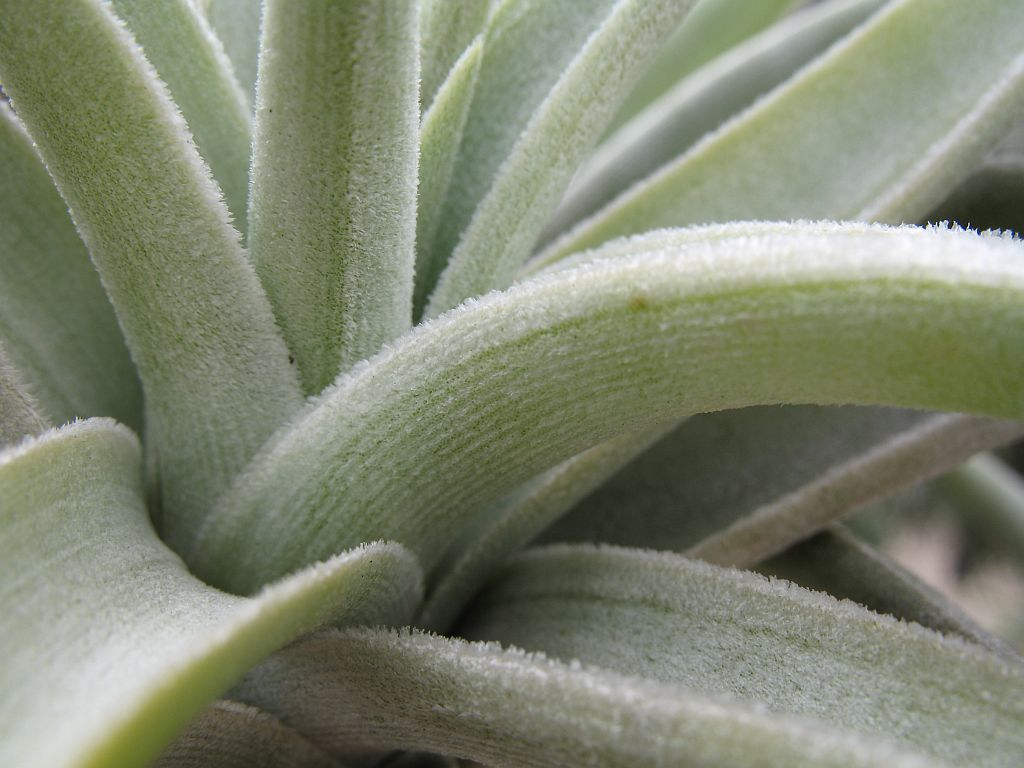
Vista de la planta

## Taxonomía
Tillandsia lotteae fue descrita por H.Hrom. ex Rauh y publicado en Journal of the Bromeliad Society 28: 263–265. 1978.
Etimología
Tillandsia: nombre genérico que fue nombrado por Carlos Linneo en 1738 en honor al médico y botánico finlandés Dr. Elias Tillandz (originalmente Tillander) (1640-1693).
lotteae: epíteto